# هوندا سی‌بی-۱
هوندا سی‌بی-۱ یک موتور سیکلت کوچک اسپرت با موتور ۳۹۹ سانتی‌متر مکعب (۲۴٫۳ اینچ مکعب) است.
این موتور اولین بار در سال ۱۹۸۹ معرفی شد و تولیدش تا سال ۱۹۹۰ ادامه یافت. این موتور سیکلت که در اصل برای بازار ژاپن تولید می‌شد، در ایالات متحده و کانادا نیز موجود بود این موتورسیکلت برای آخرین بار در سال ۱۹۹۰ با قیمت ۳۷۰۰ دلار در ایالات متحده عرضه شد.
شتاب صفر تا صد این دستگاه ۱۳٫۱۷ ثانیه و سرعت نهایی ۹۹٫۱۶ مایل بر ساعت (۱۵۹٫۵۸ کیلومتر بر ساعت) است. فاصله ترمز از ۶۰ تا ۰ مایل بر ساعت (۹۷ تا ۰ کیلومتر بر ساعت) ۱۲۴ فوت (۳۸ متر) است.

## نگارخانه

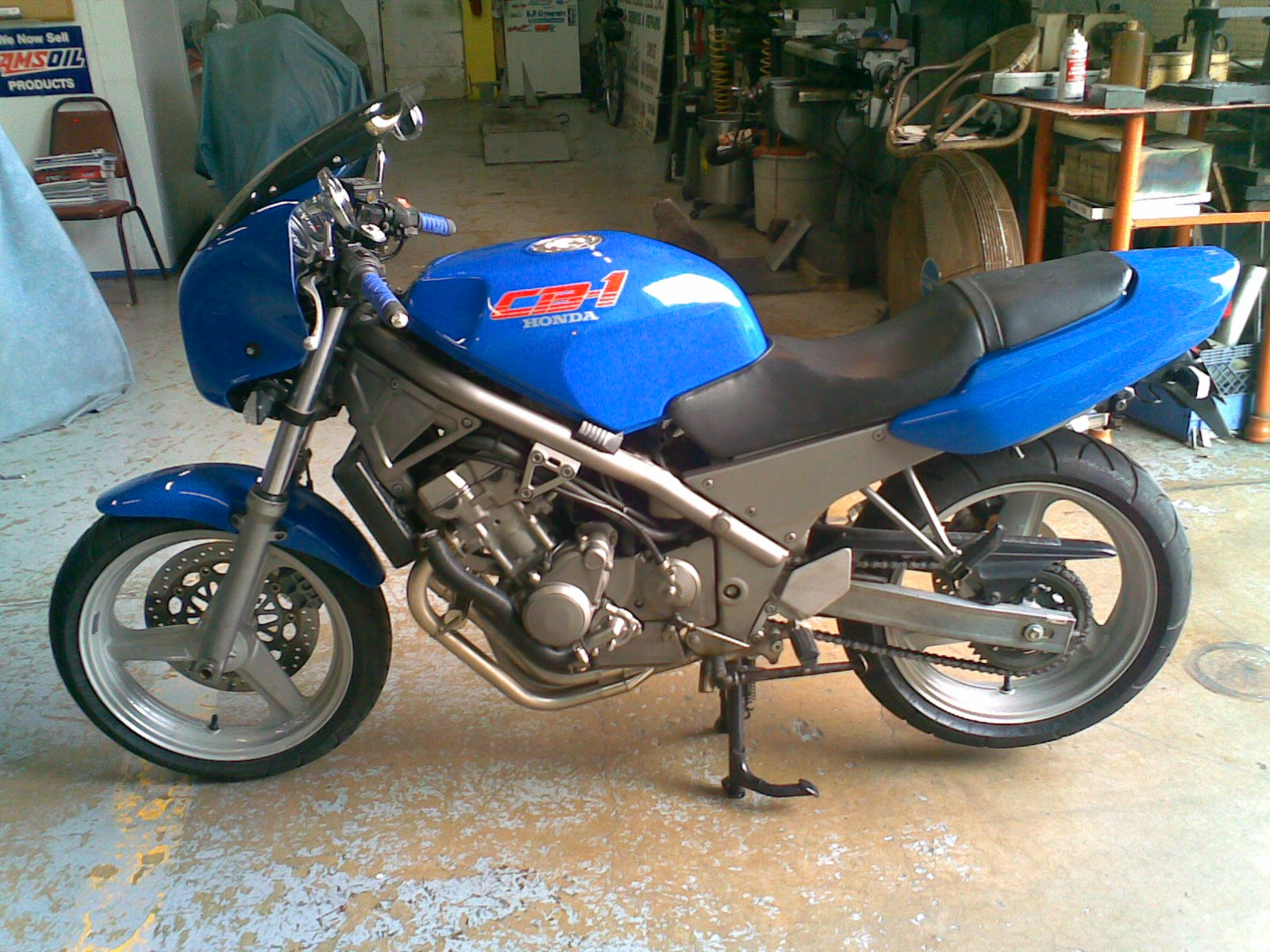
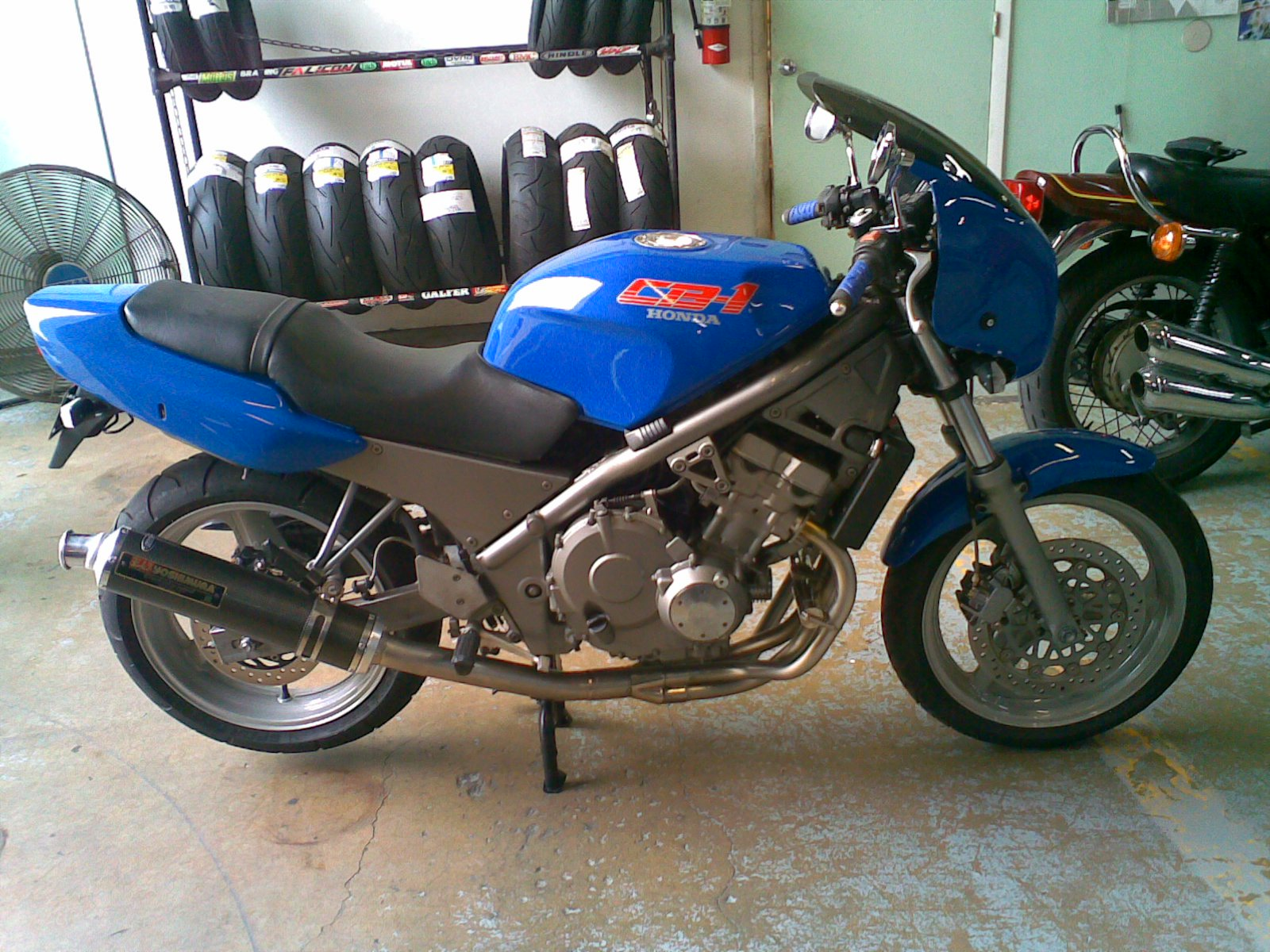